# Želiezovce (kaštel)
Kaštel Želiezovce je zámek ve slovenském městě Želiezovce. Kaštel je chráněn jako národní kulturní památka. Zámek je obklopen parkem Franze Schuberta.

## Historie
Zámek nechali postavit v roce 1720 v barokním slohu Esterházyové. V letech 1794–1804 došlo k jeho klasicistní přestavbě. Během svých návštěv na pozvání Jána Karola Esterházyho v letech 1818 a 1824 zde hledal inspiraci rakouský hudební skladatel Franz Schubert. V dalších letech zde pobývali např. Franz a Eduard Sacher (tvůrci slavných dortů), biskup August Fischer Colbrie, Antal Kherndl, syn hraběcího správce, či v roce 1905 arcivévoda Josef Ferdinand Habsburský. Poslední osoba, která v zámku žila, byla do roku 1944 hraběnka Ernestína Breuner-Coudenhove. Po druhé světové válce přešel objekt do vlastnictví města a sloužil mimo jiné i jako školka. Po sametové revoluci nebyla budova využívaná. V roce 2009 se zde plánovalo Dolnohronské muzeum. Momentálně je kaštel majetkem města. Po plánované rekonstrukci jsou ambice budovu využívat ke kulturním účelům.

## Popis
Jedná se o čtyřkřídlou budovu s ústředním nádvořím. V hlavním průčelí se nachází středový trojosý rizalit a v něm kamenný portál zdobený plastickými festony. Před portálem je postaven sloupový portikus s tympanonem. Fasády člení rizality a lizenové rámy. V oknech se nacházejí zachovalé kované mříže s esovitými pruty. Místnosti mají rovné stropy a původní fajánsové kachle.